# Presión intraocular

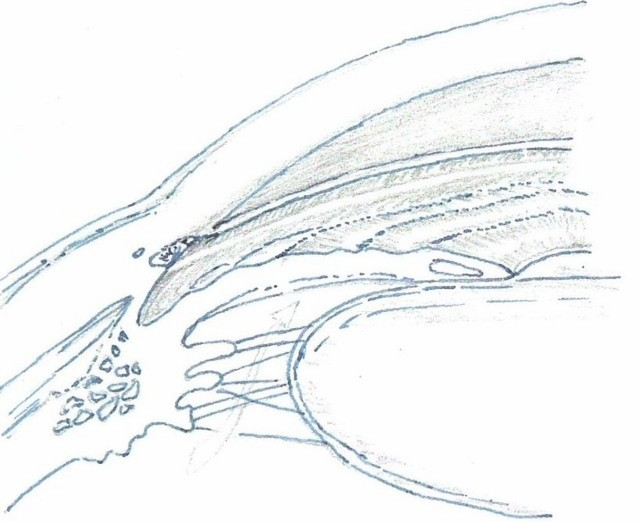
Copié de cirugía oftálmica.

La presión intraocular es la presión que ejercen los líquidos intraoculares contra la pared del ojo, la cual es necesaria para que este órgano se mantenga distendido. Su valor medio es 16 mmHg y puede medirse fácilmente con ayuda de un dispositivo que se llama tonómetro. El equilibrio entre producción y reabsorción del humor acuoso es el principal factor que determina el nivel de presión intraocular.
Por otra parte la elevación de la presión intraocular o hipertensión ocular es el principal factor de riesgo para que se desarrolle una enfermedad del ojo conocida como glaucoma.

## Líquidos intraoculares
El ojo es en realidad una esfera hueca llena de líquido, el cual ejerce una presión sobre sus paredes gracias a la cual se mantiene distendido. El líquido del interior del ojo se divide en dos partes de composiciones y texturas diferentes. 
- Humor vítreo. En la parte de atrás del órgano, entre la superficie posterior del cristalino y la retina se encuentra el humor vítreo, que es una sustancia gelatinosa en la que sus componentes se difunden lentamente. Ocupa el 80 % del interior del ojo; su renovación es escasa y muy lenta.

- Humor acuoso. Por el contrario en la parte anterior del ojo, entre el cristalino y la córnea, se encuentra otro líquido que se llama humor acuoso. El humor acuoso ocupa el 3 % del interior del ojo, se renueva constantemente, la producción y reabsorción son continuas y se mantienen equilibradas en circunstancias normales. Si se produce un desequilibrio por exceso de producción o bloqueo en la reabsorción, la presión intraocular se eleva por encima de las cifras adecuadas para el correcto funcionamiento del ojo.[2]

## Hipertensión ocular
Se considera que existe hipertensión ocular cuando la presión intraocular es superior a 21 mmHg en dos mediciones consecutivas; se consideran cifras normales las comprendidas entre 11 y 21 mmHg. La presión intraocular elevada se presenta principalmente en la población mayor de 40 años, en un porcentaje que oscila entre el 4 y el 7 % según los estudios, y es el principal factor de riesgo para contraer glaucoma. El glaucoma es una enfermedad ocular que puede causar un deterioro importante de la capacidad visual.
Sin embargo, solamente el 1 % de las personas que presentan hipertensión ocular desarrollan glaucoma a lo largo de un año. El riesgo es mayor con cifras más altas, pero no es posible predecir qué individuos desarrollarán la enfermedad y cuáles no. Por otra parte, no existen unas cifras seguras por debajo de las cuales no exista el peligro de que aparezca un glaucoma.